# Encoma pulviscula
Encoma pulviscula är en fjärilsart som beskrevs av Louis Beethoven Prout 1958. Encoma pulviscula ingår i släktet Encoma och familjen mätare. Inga underarter finns listade i Catalogue of Life.